# Telma Cester i Garcia
Telma Cester i Garcia   (Barcelona, 30 de juny de 2005) és una esportista catalana d'esports aquàtics de taula. Telma ha estat diverses vegades campiona d'Europa i del món en wakeskate, tant en categories infantils com juvenils. Amb només 16 anys va guanyar per primer cop el campionat IWWF European & African Cable Wakeboard, Wakeskate and Seated Open, esdevenint la corona de campiona d’Europa absoluta de la disciplina, i va afegir més tard el campionat del NAT 3 STAR Spanish Nationals 2021 i el campionat de Catalunya de Cable Wakeboard 2021, en categoria Open Ladies.
El 2023 va començar el grau en Ciències de l’Activitat Física i de l’Esport (CAFE) de la Facultat de Psicologia, Ciències de l'Educació i de l'Esport Blanquerna-URL, on ha rebut la primera beca a l’Excel·lència Esportiva Blanquerna-URL.
Telma Cester s’entrena habitualment al Canal Olímpic de Catalunya, on disposa de les instal·lacions de l'Olimpic Cable Park, un dels millors equipaments de l’Estat i l’únic homologat per acollir campionats d’aquesta disciplina.